# Dung
Dung – miejscowość i gmina we Francji, w regionie Burgundia-Franche-Comté, w departamencie Doubs.
Według danych na rok 1990 gminę zamieszkiwało 518 osób, a gęstość zaludnienia wynosiła 161 osób/km² (wśród 1786 gmin Franche-Comté Dung plasuje się na 304. miejscu pod względem liczby ludności, natomiast pod względem powierzchni na miejscu 945.).